# Szahrak-e Danesz (Kazwin)
Szahrak-e Danesz (pers. شهرك دانش) – wieś w Iranie, w ostanie Kazwin. W 2006 roku miejscowość liczyła 39 mieszkańców w 10 rodzinach.